# Spirou
Le Journal de Spirou, meglio conosciuto col diminutivo Spirou, è un settimanale a fumetti belga, fondato nel 1938 dall'autore Charles Dupuis per le edizioni Dupuis, di proprietà del fratello Jean.
Negli anni ospiterà i principali autori del fumetto europeo, come André Franquin, Morris, Peyo.